# Chiến dịch Hoàng Hoa Thám
Chiến dịch Hoàng Hoa Thám là một trong những cuộc tiến công lớn của Quân đội nhân dân Việt Nam vào khu vực Hải Phòng thuộc đồng bằng Bắc Bộ do quân Liên hiệp Pháp kiểm soát. Đây là một trong 3 chiến dịch lớn trong đông-xuân 1950-1951.

## Bối cảnh

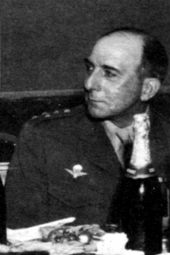
Đại tướng Jean de Lattre de Tassigny, Tổng chỉ huy Quân đội kiêm Cao uỷ Pháp ở Đông Dương

Chiến dịch Trần Hưng Đạo kết thúc, Đại tướng Võ Nguyên Giáp đề nghị tạm hoãn mở chiến dịch ở Liên khu 3 và chuyển hướng sang Đông Bắc. Trung ương Đảng Lao động xác định mục đích của chiến dịch: "Tiêu diệt sinh lực địch, phá kế hoạch chấn chỉnh pḥòng ngự của chúng và đẩy mạnh chiến tranh du kích. Mục tiêu đề ra là diệt từ 6 đến 8 tiểu đoàn. Chiến dịch mang tên anh hùng dân tộc Hoàng Hoa Thám. Bộ Tổng tham mưu đề ra hai phương án tác chiến để Bộ chỉ huy chiến dịch lựa chọn. Phương án 1 lấy đường số 17 và 18 làm hướng chính, hướng phụ là đường số 13. Phương án 2 lấy đường 13 làm hướng chính, hướng phụ là đường 17 và 18. Sau khi cân nhắc, Đảng ủy quyết định chọn hướng chinh của chiến dịch là đường 18, đoạn từ Băi Thảo đến Uông Bí, dài khoảng 50 km"
Phương châm chiến dịch là "Đánh điểm diệt viện", tiêu diệt sinh lực địch và phát triển chiến tranh du kích. Đây là một trong những chiến dịch quy mô lớn đầu tiên của QĐNDVN đánh vào phòng tuyến Boong ke kiên cố của Jean de Lattre de Tassigny
(Đờlát Đờtátxinhi) ở Bắc Bộ.
Công tác kế hoạch hậu cần phải tính toán nhu cầu vật chất với việc điều tra nắm vững nguồn và kế hoạch huy động nhân vật lực. Để hoàn thành nhiệm vụ bảo đảm hậu cần cho chiến dịch trong một thời gian ngắn, chỉ có 25 ngày. Phòng Cung cấp chiến dịch đã chủ động tổ chức lực lượng quan hệ với các địa phương trong địa bàn chiến dịch để nắm tình hình công tác chuẩn bị hậu cần cho chiến dịch và khả năng cung cấp nhân lực, vật lực, dự kiến nhu cầu vật chất cho chiến dịch về lương thực, vũ khí, đạn, thuốc men, tài chính, dân công phục vụ...

## Lực lượng tham chiến
QĐNDVN sử dụng 2 đại đoàn (308, 312), 2 trung đoàn (98, 174), 4 đại đội pháo binh, 2 tiểu đoàn công binh, 2 đại đội bộ đội địa phương và dân quân du kích mở chiến dịch tiến công tuyến phòng thủ trên đường số 18 (đoạn Phả Lại - Uông Bí); đồng thời huy động 2 đại đoàn (304, 320) đánh du kích ở vùng trung du và đồng bằng Liên khu 3 để phối hợp với chiến dịch Đường số 18. Trong chiến dịch, cả ở vùng tự do và vùng Pháp tạm chiếm, đã huy động hơn 2.200 tấn lương thực, 1.000 con trâu, bò, lợn. Hơn 110.000 lượt dân công quy thành 1.288.000 ngày công phục vụ chiến dịch.
Phía Pháp có Binh đoàn cơ động số 6, về sau tăng cường thêm tiểu đoàn 6 dù (6è BPC), yểm trợ bởi pháo binh và cơ giới, cùng quân đồn trú của Quốc gia Việt Nam. Tổng số lực lượng ở khu vực đường 18 là 11 tiểu đoàn (kể cả GM7 đứng chân ở Phả Lại) và hai đại đội pháo 105mm (tám khẩu) đặt ở Đông Triều.

## Diễn biến
Đêm ngày 23 tháng 3 năm 1951, mở đầu chiến dịch, QĐNDVN diệt gọn 3 vị trí Lọc Nước, Đập Nước, Sống Trâu, san bằng vị trí Lán Tháp. Tiểu đoàn 23 tiến công bốt Lọc Nước do một trung đội Pháp chiếm đóng, gặp nhiều khó khăn, bộ đội bị thương vong lớn (45 hy sinh, 125 bị thương). Tiểu đoàn 322 diệt hai vị trí Đập Nước và Sống Trâu, không có chiến sĩ nào bị thương vong. Trung đoàn 174 của Đại đoàn 316, cùng một liên đội pháo đánh vị trí Lán Tháp, diệt 14 lính, bắt 11, thu 22 súng các loại. Toàn bộ những bốt bảo vệ hệ thống dẫn nước ngọt từ Vàng Danh về Hải Phòng đều bị tiêu diệt.
Bộ chỉ huy chiến dịch quyết định đánh thẳng vào thị trấn Uông Bí nằm trên đường 18. Các cầu trên đường 18 đều bị phá. Đường 18 bị cắt đứt một đoạn dài 40 km. Đập nước cung cấp nước ăn cho Hải Phòng bị phá huỷ, đường xe lửa Hà Nội - Hải Phòng bị cắt nhiều nơi, kế hoạch của QĐNDVN là khi nguồn nước ngọt duy nhất bị đe đoạ sẽ buộc quân ứng chiến của Pháp phải kéo tới. Hai trung đoàn 36, trung đoàn 102, bố trí đánh viện binh từ Uông Bí lên Lán Tháp, Đại đoàn 312 ở Trại Cao, Trung Lương, Linh Trung, đón đánh Pháp từ Đông Triều lên, nhưng Pháp chỉ hoạt động thăm dò và tăng cường lực lượng cho các vị trí có thể bị uy hiếp.
Đêm 25 tháng 3, trung đoàn 98 diệt vị trí Chấp Khê. Đêm 27 tháng 3, trung đoàn 102 Đại đoàn 308, được tăng cường hai liên đội pháo tổ chức bốn mũi tiến công Bí Chợ, một vị trí mạnh nằm cạnh đường 18, có khoảng 150 lính Âu - Phi. Đồn Bí Chợ hoàn toàn bị diệt sau 45 phút, pháo binh Pháp không kịp chi viện. Trong trận này Pháp chết 120 lính, bị bắt 50 lính Âu - Phi; QĐNDVN thu ba súng 12,7mm, một súng cối 81mm, ba súng cối 60mm, 10 tiểu liên, 25 súng trường, một vô tuyến điện. QĐNDVN mất 30 chiến sĩ, bị thương 185 người. Cũng trong thời gian này, trung đoàn 36 diệt vị trí Phán Huệ. Trung đoàn 141 Đại đoàn 312, được một liên đội pháo chi viện, đánh vị trí Tràng Bạch, diệt 73 lính, bắt 5, thu một súng cối 81mm, một súng 12,7 mm, chín tiểu liên và một số súng trường.
Chiến dịch Hoàng Hoa Thám diễn ra trong lúc De Lattre không có mặt ở Đông Dương. Bộ chỉ huy chiến dịch quyết định tiêu diệt Mạo Khê, trận đánh sẽ diễn ra vào đêm ngày 29.
Trong ngày 29, có tin De Lattre đã từ Pari trở lại Hà Nội, và tăng cường cho Mạo Khê Phố tiểu đoàn 6 dù thuộc địa (6è BPC), đưa quân số ở đây từ 150 tăng lên 700 lính. QĐNDVN quyết định ngừng tấn công Mạo Khê. Nhưng mệnh lệnh không tới kịp trung đoàn 36 trước giờ nổ súng. Suốt từ 3 giờ sáng đến trưa ngày hôm sau, QĐNDVN tấn công nhiều đợt nhưng nhờ không quân và pháo binh chi viện mạnh mẽ nên quân Pháp trong đồn vẫn giữ vững và đến 4 giờ chiều khi quân nhảy dù của đại tá Sizaire tới cứu viện. Các đợt tấn công của QĐNDVN bị đẩy lùi, thương vong gần 500 người, trong khi quân Pháp tổn thất 40 chết và 150 bị thương. Bộ chỉ huy chiến dịch nhận thấy các vị trí còn lại trên đường 18 đã được tăng cường, nên quyết định kết thúc đợt 1.
QĐNDVN quyết định chuyển sang đợt 2, tiếp tục đánh một loạt vị trí do các đại đội Pháp chiếm đóng. Những mục tiêu được chọn lần này đều nằm trên đường 17.
Ngày 1 tháng 4, địch tăng cường cho Đông Triều hai tiểu đoàn và điều một phần GM4 từ Lục Nam xuống Phả Lại.
Đêm ngày 4 tháng 4 năm 1951, QĐNDVN nổ súng đánh Bến Tắm, Bãi Thảo, Hoàng Gián, Hạ Chiêu. Nhưng cả bốn trung đoàn đều đột phá không thành công. Trung đoàn 88 đánh Bãi Thảo, chiếm được hai đồi, diệt hơn 100 lính. Quân Pháp cố thủ ở hai đồi còn lại. Đến 4 giờ 30 phút ngày 5 tháng 4, QĐNDVN rút quân vì trời sắp sáng, lại thương vong nhiều (hy sinh 50, bị thương hơn 100 chiến sĩ). Trung đoàn 209 đánh Hoàng Gián, chiếm được hai phần ba đồn, diệt gần 50 lính, hy sinh 5 chiến sĩ, bị thương 34 người. Trung đoàn 98 đánh Hà Chiêu, diệt 13 lính, hy sinh mất 13 người, bị thương 69. Trung đoàn 102 đánh Bến Tắm cũng không thành công, do tổ chức thiếu chu đáo, nên nổ súng chậm, trời sáng, buộc phải rút.
Nắm được tình hình này, Trung tướng Đồng Sĩ Nguyên báo cáo với Tổng tư lệnh là Đại tướng Võ Nguyên Giáp. Đại tướng Võ Nguyên Giáp lập tức ra lệnh dừng chiến đấu và kết thúc chiến dịch Hoàng Hoa Thám. Ngày 7/4/1951, chiến dịch Hoàng Hoa Thám kết thúc.
Đại tướng Võ Nguyên Giáp nhận định: "Thất bại của các trận đánh không phải do quân đồn trú của địch có công sự phòng ngự vững chắc hoặc kiên quyết đối phó, mà chỉ vì chúng đã dựng lên một hàng rào lửa bằng đại bác quanh cứ điểm, ngăn những đợt xung phong của ta"

## Kết quả
Sau hơn 2 tuần chiến đấu, QĐNDVN tuyên bố loại khỏi vòng chiến đấu hơn 2.900 quân địch, diệt và bức rút hơn 130 vị trí tháp canh, bức rút 3 vị trí ở vùng mỏ giàu có là Uông Bí, Mạo Khê, Tràng Bạch. Trong thời gian hơn nửa tháng đã tiêu diệt được một phần binh đoàn cơ động thứ 6 và phá vỡ một mảng hệ thống phòng ngự trên đường số 18, 20, 21. QĐNDVN thu được 409 súng các loại, phá huỷ 49 xe cơ giới, 6 xe tăng và thiết giáp. Nhưng cũng có những trận QĐNDVN đã không thành công, toàn chiến dịch bị thương vong tới 2.262 người.
Để đánh giá, rút kinh nghiệm từ chiến dịch nói trên, Quân ủy Trung ương đã tổ chức một hội nghị kiểm điểm, nhìn nhận lại chiến thuật chiến dịch trong tấn công đồn địch. Bộ Tổng Tư lệnh đã tổ chức rút kinh nghiệm, chỉ rõ do công tác chuẩn bị chưa tốt, nhất là việc nắm địch chưa chắc, cách đánh chưa linh hoạt, nặng về đánh điểm, sử dụng lực lượng phân tán. Chiến dịch Hoàng Hoa Thám bộc lộ trình độ chỉ huy của cán bộ chưa đáp ứng yêu cầu phát triển chiến đấu quy mô tập trung lớn. Tư tưởng chỉ đạo tác chiến của đại đoàn chưa hình thành rõ ràng, cơ sở vật chất chuẩn bị không chu đáo do đó bộc lộ nhiều lúng túng, mất dần thế chủ động khi gặp khó khăn, dẫn đến tổn thất lớn. Nguyên nhân chính là ở trong sự chuẩn bị chiến trường thiếu sót, là ở trong sự chấp hành mệnh lệnh của cán bộ có khuyết điểm
Tại hội nghị kiểm thảo chiến dịch, chủ tịch Hồ Chí Minh đến dự và phát biểu: "Các chú ai cũng có khăn mặt. Có chú phong lưu hơn lại có thêm miếng xà phòng. Khăn mặt và xà phòng dùng để tắm rửa cho sạch. Về tinh thần và tư tưởng cũng cần phải có khăn mặt và xà phòng để rửa cho sạch, nghĩa là phải phê bình và tự phê bình. Trước ta nói phê bình và tự phê bình, bây giờ phải nói tự phê bình và phê bình. Nói như thế là chú trọng phê bình mình trước, phê bình người sau, phê bình mình là chính, phê bình người là phụ. Có đề cao tự phê bình và triệt để tự phê bình mới tẩy rửa được tinh thần và tư tưởng cho thật sạch. Ngày mai các chú họp phải tự phê bình thật nghiêm khắc về các khuyết điểm, rồi ra sức sửa chữa cho bằng được... Tự phê bình là cần, nhưng tự phê bình phải tăng cường đoàn kết, rút ra được bài học kinh nghiệm, xây dựng được lòng tin vào chiến dịch sau".
Về phía Pháp, sau trận Mạo khê, De Lattre thành công trong việc thuyết phục Bảo Đại xúc tiến gấp việc thành lập quân đội Quốc gia Việt Nam. Ngày 19-4-1951, De Lattre mời thủ tướng Trần Văn Hữu và các bộ trưởng trong chính phủ Quốc gia Việt Nam lên Vĩnh Yên để thị sát chiến trường. Tại đó, De Lattre cho đọc bài diễn văn ca ngợi Quốc gia Việt Nam. Bảo Đại và chính phủ Hữu đã đồng ý với De Lattre xúc tiến việc thành lập quân đội Quốc gia Việt Nam. Tiểu đoàn đầu tiên được thành lập với những sĩ quan và hạ sĩ quan chuyển từ Trung đoàn 1 Khinh binh Pháp, trong đó có trung úy Bernard de Lattre de Tassigny chỉ huy một đại đội, Bernard chính là con trai của tướng De Lattre.